# Fun-Da-Mental
Fun-Da-Mental ist eine britische Hip-Hop-Elektro-Fusion-Qawwali-Gruppe, die vor allem Einflüsse aus westlicher, indischer und afro-karibischer Musik kombiniert. Die multiethnische Gruppe hat politische, oft aggressive Texte, die sich oft mit dem Leben und den Problemen asiatischer und afro-karibischer Einwanderer nach Großbritannien beschäftigen.
Besonderes Aufsehen erregt die Gruppe dadurch, dass sie sich selbst als islamisch sieht und dies auch offensiv in Texten und Interviews propagiert. Für nationale Diskussionen im Vereinigten Königreich sorgte sie mit ihrem Album All is War (The Benefits of G-Had), das sich in einer provokanten Art und Weise mit Selbstmordattentaten, Osama bin Laden und den Beziehungen des Westens zur islamischen Welt auseinandersetzt.

## Gründung
Kernmitglieder der Gruppe sind Aki Nawaz (aka Propa-Ghandi), der als Sohn pakistanischer Einwanderer in Bradford aufwuchs, und Dave Watts (Impi-D), Sohn afro-karibischer Einwanderer, die mit zahlreichen Gastmusikern diverser westlicher, asiatischer und afro-karibischer Musikstilen kollaborieren.
Nawaz, der Anfang der 80er Jahre Schlagzeuger der Goth-Punk-Band The Southern Death Cult war, gründete 1991 das Label Nation Records, um Musik von Migranten im Vereinigten Königreich zu produzieren. Er sah seine Mission von Beginn an als politisch, wollte aber anders als beispielsweise Akademiker die Menschen auf der Straße erreichen. Fun-Da-Mental entstand, als er durch Nation Records die Gelegenheit bekam, mit einer asiatisch-britischen Band beim Notting Hill Carnival im August 1991 aufzutreten. Innerhalb von fünf Tagen gelang es ihm, weitere Bandmitglieder zu rekrutieren (Man-Tharoo, DJ Obeah und Bad-Sha Lallaman) und ein vorläufiges Set mit sechs oder sieben Tracks auf die Beine zu stellen. Nach dem Auftritt entschied er sich, die Band beizubehalten, wechselte aber komplett die Besetzung. Dazu kamen Amir Ali, Inder Matharu, Count Dubulab und Watt, während die Gründungsmitglieder außer Nawaz sie wieder verließen. Vor der ersten Albumveröffentlichung 1995 stießen MC Mushtaq und Hot Dog Dennis zur Band.

## Herangehensweise
Während Musikkritiker Fun-Da-Mental oft mit Public Enemy verglichen, waren die Briten zum einen wesentlich offener gegenüber Einflüssen aus der restlichen Welt, zum anderen aber gerade zu Beginn auch auf Bradford und das Vereinigte Königreich orientiert. Fun-Da-Mental stellte sich schon allein durch seine Existenz gegen die bisherigen Führungspersonen der islamischen Gemeinschaft in Bradford und in Großbritannien allgemein, die in den späten 1980ern/frühen 1990ern noch gegen jede Form von Popmusik oder Tanz waren. Mit ihrem deutlich zur Schau gestellten Stolz auf den Islam trafen sie damit bei asiatisch-britischen Jugendlichen, die mit westlicher Popmusik aufgewachsen waren, einen Nerv und waren erfolgreich in der Szene.
Nawaz zeigte sich auf Fotos oft mit Stern und Halbmond, den Symbolen des Islam. Fun-Da-Mental integrierten auf frühen Platten oft Koran-Zitate in ihre Lyrics, was ihnen sowohl die Abneigung der etablierten islamischen Gemeinschaft im Vereinigten Königreich als auch die vieler Islam-Gegner brachte. Sie betonten die Bedeutung der Religion für ihr Leben, sprachen sich in den Lyrics gegen Alkohol- oder sonstigen Drogenkonsum aus, wehrten sich aber auch dagegen, dass der Islam als machistische Religion gesehen wird und rappten über wichtige und bedeutende indische Frauen. Insgesamt zeigte sich in der propagierten Form des Islam eine deutliche indisch-pakistanische Note, die Fun-Da-Mental beispielsweise deutlich von vielen US-Rap-Gruppen mit islamischen Hintergrund absetzte, was die Band aber nicht daran hindert, auch auf die spezifische amerikanische Islam-Variante der Nation of Islam positiv Bezug zu nehmen und zahlreiche Samples von Louis Farrakhan und Malcolm X in ihre Musik zu integrieren.
Musikalisch zeigt die Band seit ihrem Bestehen starke Einflüsse aus der Musik des Nahen Osten und besonders des Qawwali. Dabei waren sie immer auch direkt politisch aktiv. Sie unterstützten die Proteste gegen den Criminal Justice and Order Act von 1994, indem sie auf zahlreichen Demonstrationen und Versammlungen antirassistischer und antiimperialistischer Gruppen auftraten.
Die politische Grundhaltung der Band spiegelt sich auch in der Herangehensweise an die Alben heran. Nawaz und Watts kontaktieren zahlreiche Musiker weit divergierender Stile und beginnen dabei meist schnell eine politische Diskussion. Erst wenn sich dort eine interessante Mischung entwickelt hat, stellen sie sich mit den Gastmusikern zusammen die Frage, wie sich das in Musik integrieren lässt. Watts legt darauf wert, dass, anders als es vielleicht scheinen mag, die Gruppe und ihre Mitglieder keineswegs aggressiv sind, sondern sich eher für tiefe politische Diskussionen interessieren und versuchen, diese zu erzeugen, indem sie sich in andere Menschen hineinversetzen, dabei gerne auch den Advocatus Diaboli spielen und provozieren. Dabei bezeichnet Nawaz selbst die Umsetzung dieser Strategie als bewusst sehr provokativ, sehr konfrontativ und kompromisslos. Musikalisch ist die Band breit aufgestellt. Für Watts beispielsweise kam Hip-Hop aus den USA, besteht nun aber mehr in seinen wichtigen Teilen aus Bands wie Cannibal Arts, Company Flow, Anti-Pop Consortium etc.

## Kontroverse umAll is War (The Benefits of G-had)
Die Band trat von Anfang an sehr provokativ auf. So propagierte sie immer offensiv den palästinensischen Kampf gegen Israel und pries bereits in einem früheren Album die erste weibliche Flugzeugentführerin Leila Chaled in einem Tribut-Song an starke Frauen als Freiheitskämpferin. Das 2006er-Album All is War (The Benefits of G-had) hat bereits vor seinem Erscheinen für intensive Diskussionen gesorgt. Das Album ist offensichtlich auf Provokation gerichtet, so zeigt bereits das Cover die Freiheitsstatue in der Kluft eines Abu-Ghuraib-Gefangenen, löste aber Reaktionen aus, die weit über das anvisierte Ausmaß hinausgingen.
Die Diskussion begann mit einer ganzseitigen Seite-3-Story im Guardian, in der dieser das Album im Licht des einjährigen Jubiläums der Londoner Bombenanschläge kritisierte. Insbesondere konzentrierte sich die Diskussion auf die Songs I Reject, der die Heuchelei und Immoralität der westlichen Welt kritisiert, Che Bin, der Osama bin Laden mit Che Guevara vergleicht und Cookbook DIY, der seinen Text aus der Sicht eines Selbstmordattentäters erzählt und diesen mit Wissenschaftlern im Dienst des US-Militärs gleichsetzt. Die Sun bezeichnete Propa-Ghandi daraufhin als Selbstmordattentatsrapper, mehrere Boulevardblätter druckten sein Bild direkt neben das von Osama bin Laden, während Mitglieder des Unterhauses wie Andrew Dinsmore (Labour) seine Festnahme forderten. Virgin- und HMV-Plattenläden weigerten sich Platten von Fun-Da-Mental ins Programm zu nehmen.
Der linksliberale Observer hingegen fand, dass das Album ohne die ganze Aufregung eine sorgsame Zusammenstellung ist, die nicht nur eine Reaktion provoziert, sondern auch Gedanken und eine Debatte. Das Album versuche nicht einfach nur Leute gleichzusetzen oder Selbstmordattentate anzupreisen, sondern würde im Gegenteil verschiedene verbreitete Sichtweisen auf die Welt darstellen und selbst Gedanken dazu nahelegen, inwieweit sich ein Selbstmordattentäter, ein gewissenloser Wissenschaftler, der an den meistbietenden verkauft und ein offizieller US-Atombombenforscher glichen und auch unterschieden. Nawraz selber wies darauf hin, dass er mit den Texten das Terrorismusproblem aus einem einseitigen Verdammen lösen wollte und wieder eine politische Debatte über die Ursachen eröffnen, ebenso wie den nicht-westlichen Teilen der Welt eine Stimme geben wollte. So sei es in Lateinamerika oder Asien eine weit verbreitete Haltung, Osama bin Laden mit Che Guevara zu vergleichen. Neben den Tracks, die vor allem die Diskussion auslösten, enthält das Album beispielsweise auch noch Totenklagen für die Toten in Afghanistan und Srebrenica, letztere gesungen in Bosnisch, oder eine Erinnerung an Proteste im Apartheids-Südafrika. Musikalisch betritt die Platte ein weites Feld und greift neben Rap-Texten und Samples auch auf Zulu-Gesänge, Delta-Blues- oder Punk-Gitarren zurück.
Wegen der Texte gab es auch Probleme mit dem Management von Nation Records, wo das Album erscheinen sollte. Die Manager Martin Mills und Andrew Heath, die für Beggars Banquet im Nation-Records-Direktorium sitzen, drohten mit Rücktritt, falls es erscheinen sollte. Am 7. August 2006 erschien es schließlich als Download-Album, während die physische Veröffentlichung erst später auf Five Uncivilised Tribes erfolgte.

## Diskografie

### Alben
- 1994: Seize the Time (Mammoth Records)
- 1995: With Intent to Pervert the Cause of Injustice
- 1998: Erotic Terrorism (Beggars Banquet Records)
- 1999: Why America Will Go to Hell
- 2001: There Shall Be Love!
- 2003: Voice of Mass Destruction
- 2006: All Is War (The Benefits of G-Had) (Five Uncivilised Tribes)

### Singles
- 1992: Janaam
- 1992: Gandhi’s Revenge
- 1993: Wrath of the Blackman
- 1993: Countryman
- 1994: Dog Tribe
- 1994:  Cointelpro (nur für Promotionszwecke)
- 1994: Gold Burger
- 1995: Mother India
- 1996: Goddevil
- 1997: Ja Sha Taan
- 1998: Demonised Soul
- 2001: The Last Gospel